# Orte
Orte je město  v provincii Viterbo v regionu Lazio v Itálii. Leží na vulkanickém tufovém podloží při řece Tibeře, asi 60 km severně od Říma 24 km jižně od města Viterbo. K 31. prosinci 2022 v něm žilo 9722 obyvatel.

## Historie
Oblast obývali od 6. století př. n. l. Etruskové a nazývali ji Hurta, jak dosvědčují nálezy z blízké nekropole, nyní uchovávané ve Vatikánských muzeích. Dvě velké bitvy mezi Etrusky a Římany se odehrály v letech 310 a 283 př. n. l. na březích jezera Vadimone a v obou případech zvítězili Římané.
Pod nadvládou Římanů se město nazývalo Horta nebo Hortanum. Za vlády císaře Augusta prováděla četné veřejné práce. Kvůli své strategické poloze bylo Orte postupně dobyto a obsazeno Ostrogóty, Byzantinci a Langobardy. Během pozdního 9. století a na počátku 10. století Orte ohrožovali Saracéni. 
Ve středověku město zůstalo svobodnou  obcí, kterou řídila volená městská rada (podestà). Později se stala součástí papežských států.
Cestovatel George Dennis ve 40. letech 19. století popsal město jako malebné, ale se sotva viditelnými pozůstatky staveb doby římské nebo etruské.

## Památky

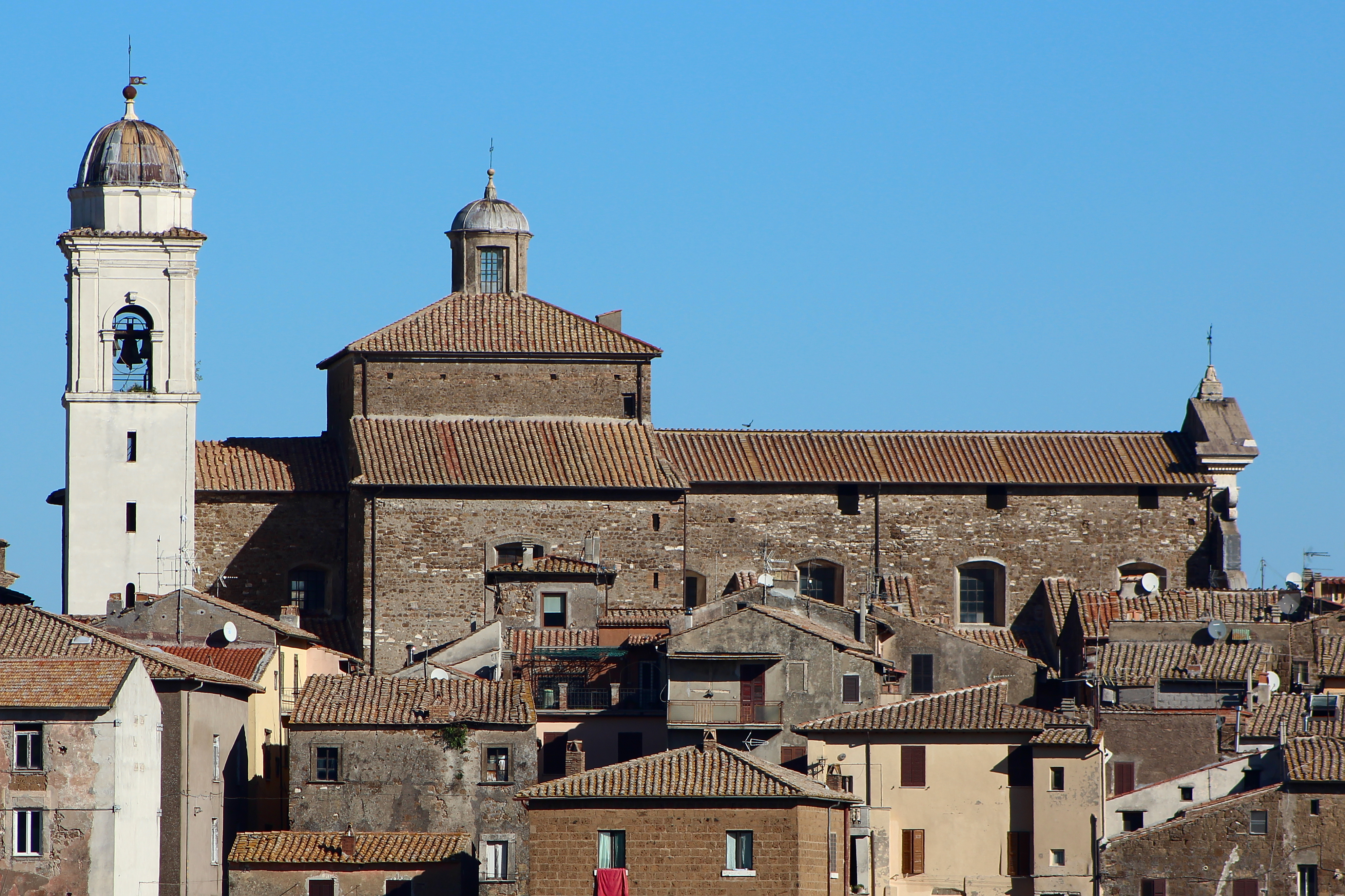
Konkatedrála Nanebevzetí Panny Marie

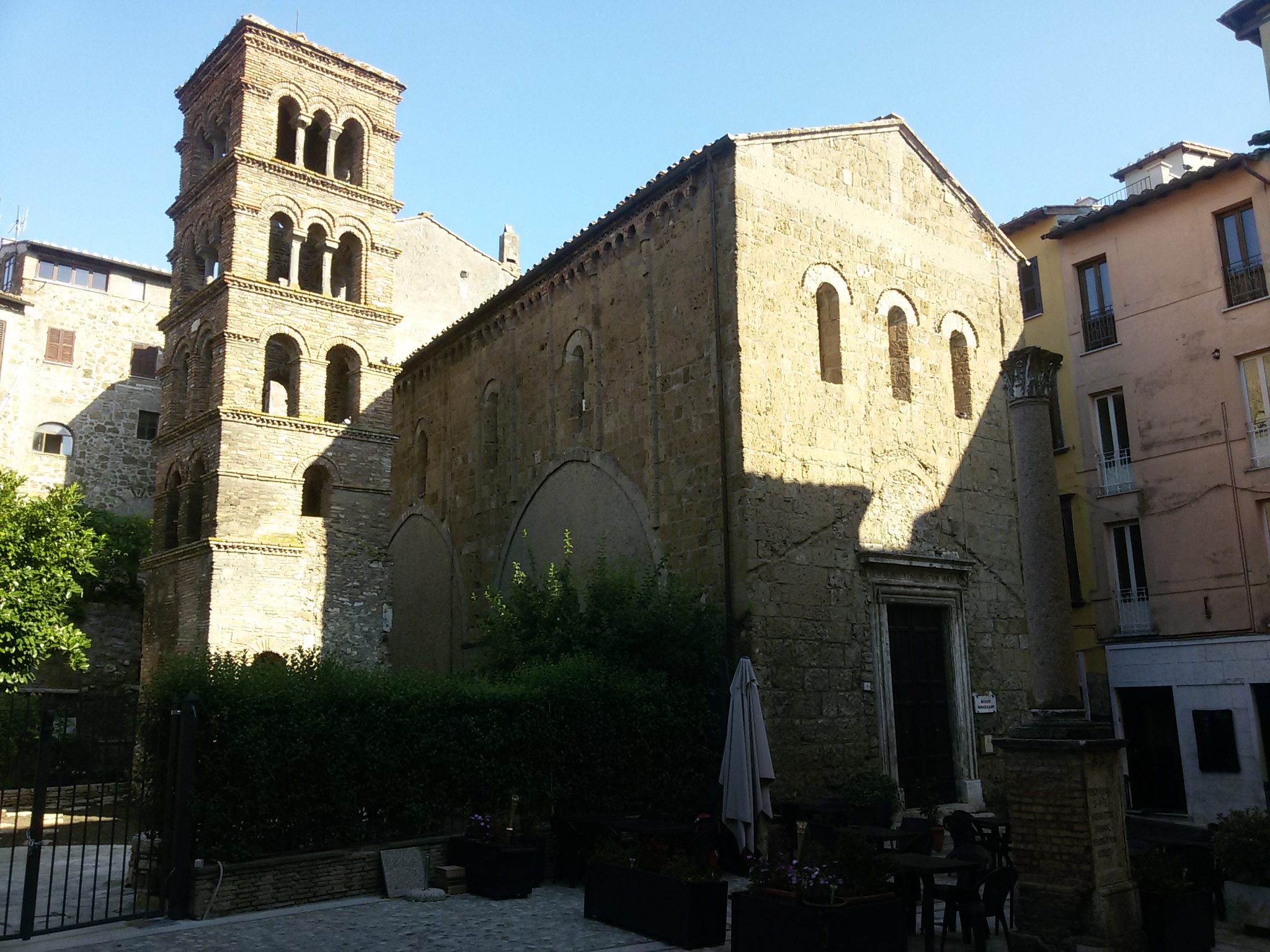
Kostel sv. Silvestra s kampanilou

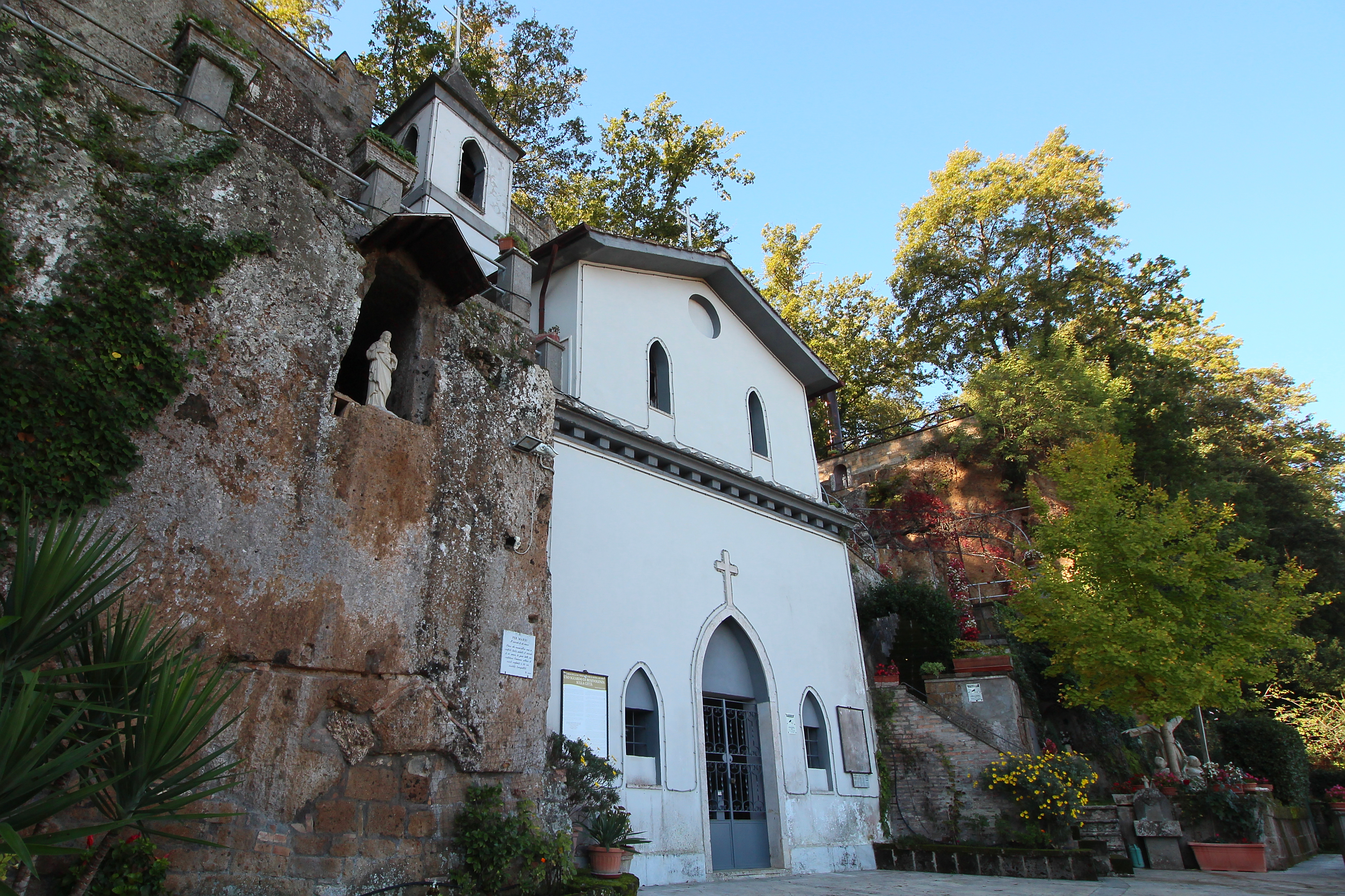
Poustevna Nejsvětější Trojice

- Konkatedrála Nanebevzetí Panny Marie - na základech starších staveb z 9. a 14.-16. století byla dostavěna trojlodní barokní bazilika, s barokní kupolí v křížení, vysvěcená roku 1721; v současnosti je jedním ze dvou sídelních kostelů diecéze Civita Castellana
- Kostel sv. Silvestra - románská stavba s dobře dochovanou kampanilou
- Kostel sv. Františka s klášterem františkánů - zbudován v roce 1695 ze staršího kostela Sv. Andělů
- Kostel s klášterem sv. Bernardina ze Sieny - založen po polovině 15. století, konvent opuštěn roku 1994[2]
- Poustevna Nejsvětější Trojice (jižně od města) - gotická stavba z poloviny 15. století, vestavěna do skály
- Zbytky městských hradeb s opevněnou věží San Cesareo

## Slavnosti
- Na Velký pátek se koná velikonoční procesí k umučení Krista, v průvodu s pochodněmi jdou kostýmovaní představitelé historických náboženských bratrstev.
- Patronem města je biskup svatý Jiljí, jeho slavnost se slaví každoročně od 31. srpna týden v září. Je to festival s přehlídkami pouličního umění, veletrhy, semináři, výstavami umění a soutěžemi v lukostřelbě zvanými "Palio".